# Vovinam tại Đại hội Thể thao Đông Nam Á 2011
Vovinam tại Đại hội Thể thao Đông Nam Á năm 2011 được tổ chức tại Jakarta, Indonesia, trong khuôn khổ SEA Games lần thứ 26. Có tổng cộng 14 nội dung tranh huy chương bao gồm thi biểu diễn và đối kháng các hạng cân của nam và nữ. Đoàn thể thao Việt Nam và chủ nhà Indonesia đều có 5 huy chương vàng.

## Quốc gia tham dự
Có 4 quốc gia cử vận động viên tham gia tranh tài môn Vovinam
- Campuchia
- Indonesia
- Lào
- Việt Nam

## Tóm tắt kết quả

### Nam
| Nội dung           | Vàng | Bạc                                                                                | Đồng |
| ------------------ | --- | ---------------------------------------------------------------------------------- | --- |
| Đơn vũ khí         | Thammavongsa Phaylath · Lào                                                                                        | Huỳnh Khắc Nguyên · Việt Nam                                                       | Sorn Elit · Campuchia                                                                                     |
| Đơn vũ khí         | Thammavongsa Phaylath · Lào                                                                                        | Huỳnh Khắc Nguyên · Việt Nam                                                       | I Wayan Sumertayasa · Indonesia                                                                           |
| Đơn không vũ khí   | Ly Boramy · Campuchia                                                                                              | Trần Công Tạo · Việt Nam                                                           | I Made Pranamaya · Indonesia                                                                              |
| Song vũ khí        | Việt Nam · Lâm Đông Vượng · Trần Thế Thường                                                                        | Campuchia · Chin Piseth · Chrin Bunlong                                            | Indonesia · I Kadek Ari Sutara · I Putu Ruwita                                                            |
| Tấn công bằng chân | Việt Nam · Nguyễn Văn Cường · Huỳnh Khắc Nguyên · Nguyễn Bình Định · Phan Ngọc Tới                                 | Campuchia · Chrin Bunlong · Kat Sopheak · Ly Boramy · San Socheat                  | Indonesia · I Kadek Mogi Bahana Lenge · I Putu Aris Sanjaya · Dewa Made Juni Artana · I Putu Agus Ardiana |
| Đa vũ khí          | Indonesia · I Gusti Agung Gede Ary Wirawan · Dewa Gede Tomi Sanjaya · Gede Wisnu Atmadi Sudewa · I Nyoman Suryawan | Việt Nam · Nguyễn Bình Định · Nguyễn Văn Cường · Trần Công Tạo · Huỳnh Khắc Nguyên | Lào · Xayyasid Xayyasom · Chantasida Chantalangsy · Sihalath Ketsada · Vongphakdy Thongkhanh              |
| Combat 55 kg       | Võ Nguyên Linh · Việt Nam                                                                                          | Tin Pheap · Campuchia                                                              | Kadek Dwi Dharmadi · Indonesia                                                                            |
| Combat 55 kg       | Võ Nguyên Linh · Việt Nam                                                                                          | Tin Pheap · Campuchia                                                              | Taypanyavong Soukanh · Lào                                                                                |
| Combat 60 kg       | Nguyễn Duy Khánh · Việt Nam                                                                                        | Lim Paov Houngyan · Campuchia                                                      | I Gusti Ngurah Pujaka · Indonesia                                                                         |
| Combat 60 kg       | Nguyễn Duy Khánh · Việt Nam                                                                                        | Lim Paov Houngyan · Campuchia                                                      | Bounthavy Vixay · Lào                                                                                     |

### Nữ
| Nội dung         | Vàng                                                  | Bạc                                           | Đồng                                                    |
| ---------------- | ----------------------------------------------------- | --------------------------------------------- | ------------------------------------------------------- |
| Đơn vũ khí       | Manik Trisna Dewi · Indonesia                         | Pal Chhorraksmy · Campuchia                   | Mai Thị Kim Thuỳ · Việt Nam                             |
| Đơn không vũ khí | Kadek Wulandari · Indonesia                           | Pal Chhorraksmy · Campuchia                   | Hứa Lê Cẩm Xuân · Việt Nam                              |
| Song vũ khí      | Indonesia · Ni Made Ratna Dewi · Luh Gede Arista Dewi | Việt Nam · Hứa Lê Cẩm Xuân · Mai Thị Kim Thuỳ | Lào · Vongphackdy Malaythong · Khamvilaythong Noudsalin |
| Combat 50 kg     | Trần Khánh Trang · Việt Nam                           | Dewik Puji Astutik · Indonesia                | Mao Monita · Campuchia                                  |
| Combat 50 kg     | Trần Khánh Trang · Việt Nam                           | Dewik Puji Astutik · Indonesia                | Xaypao Pailor · Lào                                     |
| Combat 55 kg     | Chanthanivong Vongduean · Lào                         | Nguyen Thi Cham · Việt Nam                    | Vy Srey Khouch · Campuchia                              |
| Combat 55 kg     | Chanthanivong Vongduean · Lào                         | Nguyen Thi Cham · Việt Nam                    | Ni Putu Evi Windari · Indonesia                         |

### Hỗn hợp
| Nội dung     | Vàng                                                               | Bạc                                                                              | Đồng                                                                                             |
| ------------ | ------------------------------------------------------------------ | -------------------------------------------------------------------------------- | ------------------------------------------------------------------------------------------------ |
| Phòng vệ nữ  | Indonesia · I Ketut Sulendra · Anak Agung Eni Khusumayanti         | Campuchia · Ly Boramy · Pal Chhorraksmy                                          | chia sẻ huy chương bạc                                                                           |
| Phòng vệ nữ  | Indonesia · I Ketut Sulendra · Anak Agung Eni Khusumayanti         | Việt Nam · Lê Bảo Giang · Phạm Thị Mỹ Dung                                       | chia sẻ huy chương bạc                                                                           |
| Đa vũ khí nữ | Campuchia · Pal Chhorraksmy · Prak Vanny · Ly Boramy · San Socheat | Việt Nam · Phan Ngọc Tới · Nguyễn Bình Định · Nguyễn Văn Cường · Phạm Thị Phượng | Indonesia · Agus Saka Aryadi Putra · I Gede Suwiwa · Ni Luh Kadek Apriyanti · I Gede Kusuma Jaya |

## Bảng huy chương
| Hạng               | Đoàn               | Vàng | Bạc | Đồng | Tổng số |
| ------------------ | ------------------ | ---- | --- | ---- | ------- |
| 1                  | Việt Nam           | 5    | 7   | 2    | 14      |
| 2                  | Indonesia          | 5    | 1   | 8    | 14      |
| 3                  | Campuchia          | 2    | 7   | 3    | 12      |
| 4                  | Lào                | 2    | 0   | 5    | 7       |
| Tổng số (4 đơn vị) | Tổng số (4 đơn vị) | 14   | 15  | 18   | 47      |